# Targa Florio 1925

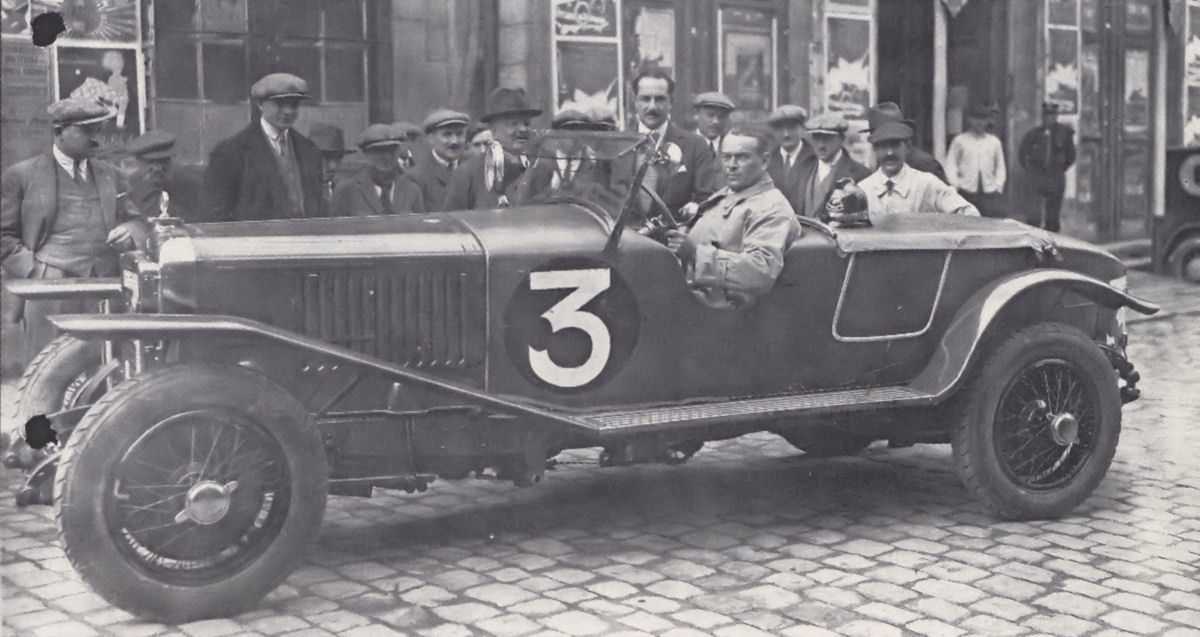
Zwei Hauptakteure der Targa Florio 1925. Louis Wagner (am Steuer) und der hinter dem Peugeot 174S stehende Christian Dauvergne, hier vor dem 24-Stunden-Rennen von Le Mans 1926

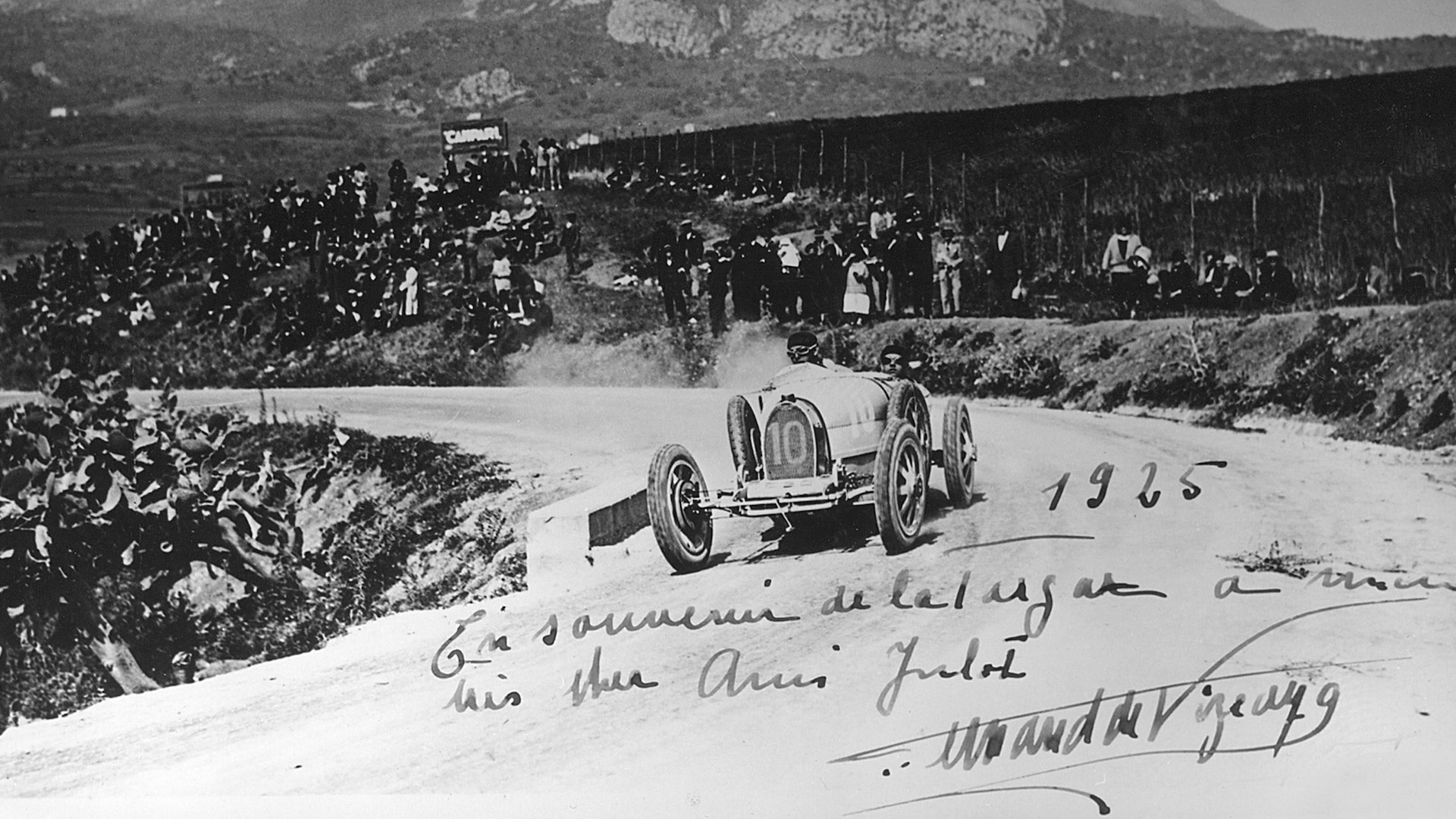
Ferdinand de Vizcaya im ausgefallenen Werks-Bugatti T35

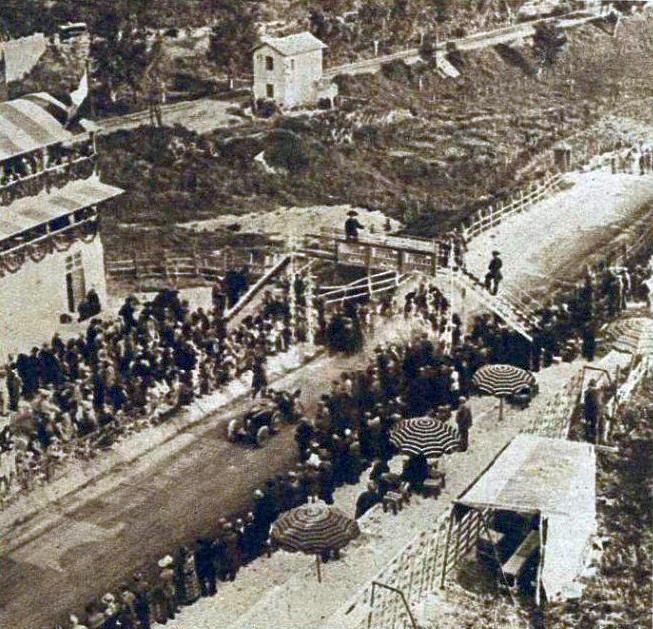
Rennszene 1925

Die 16. Targa Florio, auch XVI Targa Florio, war ein Straßenrennen auf Sizilien und fand am 3. Mai 1925 statt.

## Vorgeschichte
Zwei in Sizilien ausgetragene Straßenrennen trugen den Namen ihres Gründers. Die Targa- sowie die Coppa Florio. Die Targa Florio wurde seit 1906 ausgefahren und die Coppa – 1900 als Automobilwoche Brescia entstanden – erhielt 1905 den Nachnamen ihres Förderers. Ab 1914 fand die Coppa in Sizilien statt, allerdings als eigenständiges Rennen mit separatem Termin. Das änderte sich 1924 mit der Zusammenlegung von Targa und Coppa zu einer Rennveranstaltung. Um in die Wertung der Coppa zu kommen, mussten die Teilnehmer nach den vier Runden der Targa eine weitere Runde zurücklegen. In der Nachbetrachtung der Veranstaltung entstand der Eindruck, dass die Targa nurmehr ein Teil der Coppa sei, ein Umstand, der der wahren Bedeutung der beiden Rennen nicht gerecht wurde. 1925 drehte das Organisationskomitee die Renndauer um. Die Coppa-Florio-Wertung endete nach vier Runden und die Distanz der Targa verlängerte sich um eine Runde auf fünf. Auch eine gemeinsame Meldeliste gab es nicht mehr. Ein weiteres Rennen im Rennen fuhren die Fahrzeuge der Kategorien I und II bis 1,1 bzw. 1,5 Liter Hubraum, deren Teilnahme nach drei Runden endete.

## Das Rennen

### Teams, Hersteller und Fahrer
Zweimal reiste Vincenzo Florio nach Bad Cannstatt, um die Firmenleitung der Daimler-Motoren-Gesellschaft zu einer Teilnahme an der Targa zu überreden; beide Male erfolglos. Obwohl der Reale Automobile Club d’Italia und der Automobile Club di Sicilia 50.000 Italienische Lire als Preis für den Gesamtsieger ausschrieb, blieben auch Meldungen von italienischen Herstellern weitgehend aus. Fiat-Eigentümer Giovanni Agnelli senior hatte nach dem schlechten Abschneiden beim Großen Preis von Frankreich 1924 den Rückzug des Werksteams aus dem Motorsport bekannt gegeben, der beim Großen Preis von Italien 1927 kurzfristig endete. Erst zu Beginn der 1970er-Jahre kehrte Fiat mit einem Werkseinsatz und dem 124 Spider für längere Zeit in den internationalen Rennsport zurück. Die intensive Vorbereitung auf den im Juni ausgefahrenen Großen Preis von Belgien – der mit dem Doppelsieg von Antonio Ascari und Giuseppe Campari im Alfa Romeo P2 endete – verhinderte eine Teilnahme von Alfa Romeo. Automobili Nazzaro hatte den Geschäftsbetrieb Ende des Jahres 1923 eingestellt und Itala schon lange keine Rennen mehr bestritten. Einziger werksunterstützter italienische Wagen war der OM 665 von Renato Balestrero.
Das Ausbleiben der Italiener kompensierten die Franzosen. Peugeot verschiffte vier Fahrzeuge des ausgereiften Rennwagenmodells 174S für die Fahrer Christian Dauvergne, Louis Rigal, Louis Wagner und André Boillot nach Palermo. Sein Targa-Florio-Debüt gab der Rennstall von Ettore Bugatti. Er meldete drei Bugatti Type 35 für die spanischen de-Vizcaya-Brüder und den Italiener Meo Constantini. Einen vierten Bugatti sollte Carlo Masetti, der Bruder des zweimaligen Targa-Florio-Siegers Giulio Masetti fahren, der aus gesundheitlichen Gründen zwei Wochen vor dem Rennen absagen musste. Daraufhin ließ Giulio Masetti verlautbaren, dass er den Bugatti steuern werde. Die Nachricht über die erneute Teilnahme des sizilianischen Idols brachte am Renntag Menschenmassen an den Medio circuito delle Madonie, die dann enttäuscht feststellen mussten, dass Masetti nicht am Start war. Ettore Bugatti war entschieden dagegen gewesen, Giulio Masetti ein Auto anzuvertrauen. Er fürchtete negative Reaktionen, die unweigerlich das Rennmaterial von Bugatti treffen würden, wenn ein Rennsieg von Masetti ausblieb.
Im Rennen der Kategorien I und II starteten zwei Tatra 11 mit 1,1-Liter-Zweizylinder-Boxermotor mit den Fahrern Karl Sponer und Fritz Hückel. Fritz Cockerell verpasste den Rennstart, weil sein 0,9-Liter-Zweitaktmotor-Rennwagen bei der Anreise in der Nähe von Neapel mit Motorschaden liegenblieb.

### Der Rennverlauf
Am Renntag gingen die Fahrzeuge ab 7 Uhr in der Früh in der Reihenfolge ihrer Startnummern und im Abstand von vier Minuten ins Rennen. Die erste Rennrunde dominierten die Peugeots mit André Boillot an der Spitze, der den minimalen Vorsprung von zwölf Sekunden auf seine Teamkollegen Louis Wagner herausgefahren hatte. Schnellster Bugatti im Feld war der Wagen von Meo Constantini an der dritten Stelle.
Den Rennausgang beeinflusste der Unfall von Christian Dauvergne in der dritten Runde. Dauvergne war in seinem Peugeot bei Kilometer 13 von der Strecke abgekommen und gemeinsam mit seinem Mechaniker aus dem sich überschlagenden brennenden Wagen gestürzt. Während der Mechaniker unverletzt blieb, erlitt Dauvergne Verbrennungen an den Beinen und Händen. Über die Unfallursache gab es widersprüchliche Aussagen. Es war die Rede von Flammen aus den Vorderbremsen und von einer zu aggressiven Fahrweise des Franzosen. Der führende Teamkollege Louis Wagner verlor viel Zeit, da er bei jeder Kontrollstation anhielt, um über den Unfall zu berichten. An der Spitze entwickelte sich ein Zweikampf zwischen dem Bugatti-Piloten Constantini und dem Peugeot von Boillot, den Constantini für sich entschied. Schnellster Fahrer der Targa war aber Louis Wagner, der nach seiner Hilfe für Dauvergne viel von der verlorenen Zeit wieder aufholen konnte. Im Ziel fehlten ihm nur fünf Minuten auf Constantini, wodurch er Boillot noch auf den dritten Platz verdrängte.

## Ergebnisse

### Schlussklassement
| 1           | Kategorie III | 8  | Automobiles Ettore Bugatti           | Meo Constantini      | Bugatti T35       | 7:32:37,200 |
| 2           | Kategorie IV  | 3  | SA des Automobiles et Cycles Peugeot | Louis Wagner         | Peugeot 174S      | 7:37:20,000 |
| 3           | Kategorie IV  | 4  | SA des Automobiles et Cycles Peugeot | André Boillot        | Peugeot 174S      | 7:40:33,000 |
| 4           | Kategorie III | 9  | Automobiles Ettore Bugatti           | Pierre de Vizcaya    | Bugatti T35       | 7:53:12,600 |
| 5           | Kategorie III | 13 | Renato Balestrero                    | Renato Balestrero    | OM 665            | 8:21:18,000 |
| 6           | Kategorie IV  | 18 | Guido Ginaldi                        | Guido Ginaldi        | Alfa Romeo RLTF24 | 8:52:41,000 |
| Ausgefallen |               |    |                                      |                      |                   |             |
| 7           | Kategorie IV  | 2  | SA des Automobiles et Cycles Peugeot | Louis Rigal          | Peugeot 174S      |             |
| 8           | Kategorie IV  | 17 | Silvio De Vitis                      | Silvio De Vitis      | Itala Spezial     |             |
| 9           | Kategorie IV  | 1  | SA des Automobiles et Cycles Peugeot | Christian Dauvergne  | Peugeot 174S      |             |
| 10          | Kategorie III | 10 | Automobiles Ettore Bugatti           | Ferdinand de Vizcaya | Bugatti T35       |             |

### Schlussklassement Kategorie I und II
| 1 (11)      | Kategorie I  | 5  | Tatra-Werke AG, Automobil- und Waggonbau | Fritz Hückel  | Tatra 11         | 5:31:29,000 |
| 2 (12)      | Kategorie I  | 6  | Tatra-Werke AG, Automobil- und Waggonbau | Karl Sponer   | Tatra 11         | 5:36:17,200 |
| 3 (13)      | Kategorie II | 7  | Luigi Platé                              | Luigi Platé   | Chribiri Monza S | 5:49:02,400 |
| Ausgefallen |              |    |                                          |               |                  |             |
| 4 (14)      | Kategorie II | 20 | Giuseppe Piro                            | Giuseppe Piro | Fiat 501S        |             |

### Nur in der Meldeliste
Hier finden sich Teams, Fahrer und Fahrzeuge, die ursprünglich für das Rennen gemeldet waren, aber nicht daran teilnahmen.
| Pos. | Klasse        | Nr. | Team                                  | Fahrer             | Chassis            |
| ---- | ------------- | --- | ------------------------------------- | ------------------ | ------------------ |
| 15   | Kategorie II  | 11  | SA Automobile e Velocipedi E. Bianchi | Luigi Lopez        | Bianchi 18         |
| 16   | Kategorie II  | 12  | SA Automobile e Velocipedi E. Bianchi | Caruso             | Bianchi 18         |
| 17   | Kategorie III | 14  | Domenico Antonelli                    | Domenico Antonelli | Bugatti T35        |
| 18   | Kategorie III | 15  | Automobiles Ettore Bugatti            | Carlo Masetti      | Bugatti T35        |
| 19   | Kategorie IV  | 16  | Salvatore Casano                      | Salvatore Casano   | Alfa Romeo RLTF24  |
| 20   | Kategorie II  | 19  | Cockerell Fahrzeugwerke               | Fritz Cockerell    | Cockerell 2-stroke |

### Klassensieger
| Klasse        | Fahrer          | Fahrzeug     | Platzierung im Gesamtklassement |
| ------------- | --------------- | ------------ | ------------------------------- |
| Kategorie III | Meo Constantini | Bugatti T35  | Gesamtsieg                      |
| Kategorie IV  | Louis Wagner    | Peugeot 174S | Rang 2                          |

### Klassensieger Kategorie I und II
| Klasse       | Fahrer       | Fahrzeug         | Platzierung im Gesamtklassement |
| ------------ | ------------ | ---------------- | ------------------------------- |
| Kategorie I  | Fritz Hückel | Tatra 11         | Gesamtsieg                      |
| Kategorie II | Luigi Platé  | Chribiri Monza S | Rang 3                          |

### Renndaten
- Gemeldet: 20
- Gestartet: 14
- Gewertet: 9
- Rennklassen: 4
- Zuschauer: unbekannt
- Wetter am Renntag: warm und trocken
- Streckenlänge: 108,000 km
- Fahrzeit des Siegerteams: 7:32:27,000 Stunden
- Gesamtrunden des Siegerteams: 5
- Gesamtdistanz des Siegerteams: 540,000 km
- Siegerschnitt: 71,600 km/h
- Schnellste Trainingszeit: keine
- Schnellste Rennrunde: Meo Constantini – Bugatti T35 (#8) – 1:28:37,000 = 72,100 km/h
- Rennserie: zählte zu keiner Rennserie